# 北歐金

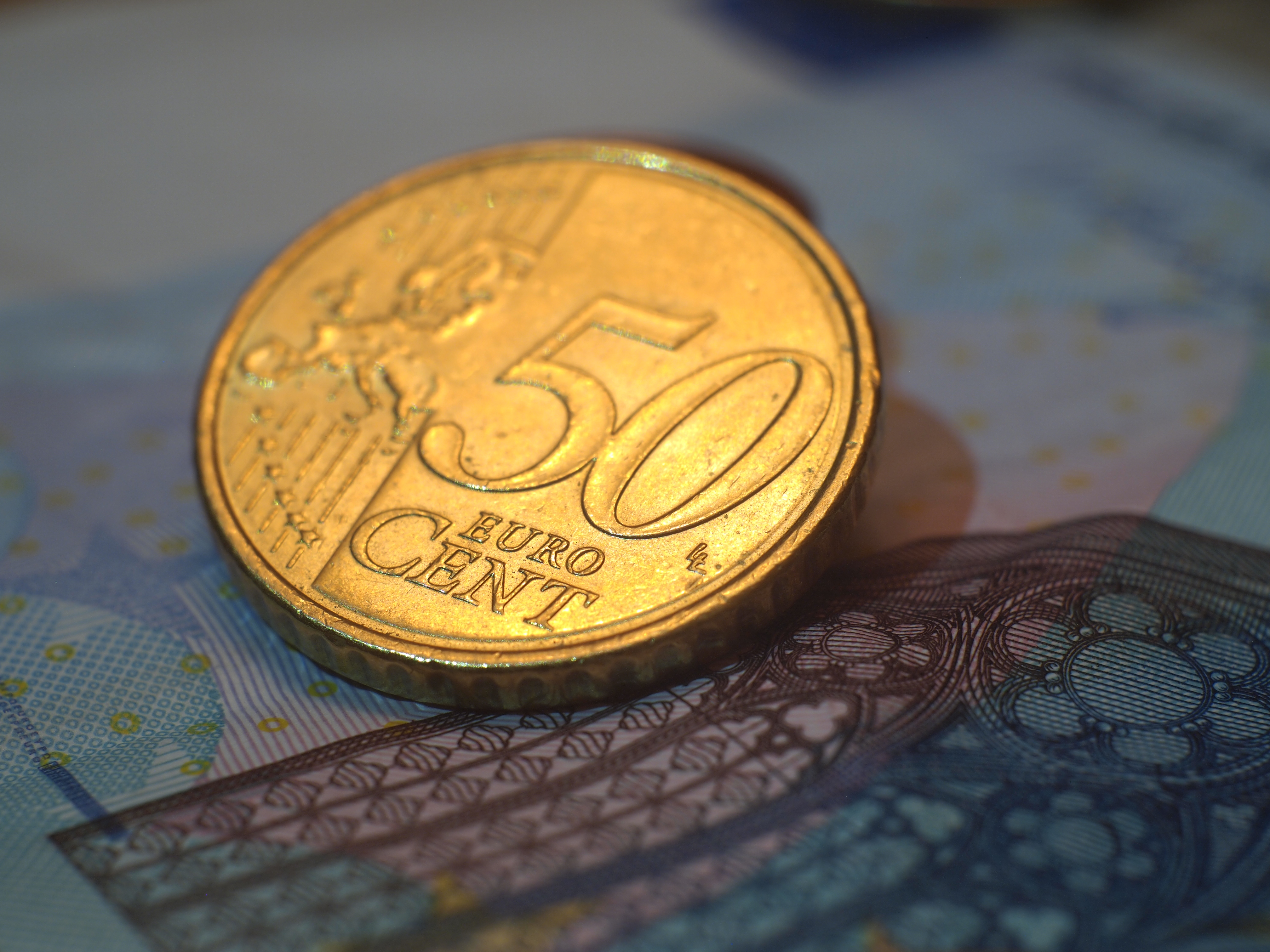
由北歐金製成的50歐分硬幣

北歐金是一種金色銅合金，用在歐元硬幣其中三個面額：50分、20分、10分。它也在其他國家使用了好幾年，瑞典10克朗是最早使用北歐金的硬幣（因此稱為北歐金）。它的組成是89%铜、5%铝、5%锌和1%锡。
儘管叫做這個名字，但不含金且其顏色和重量與純金完全不同。可防過敏、抗真菌 、弱抗菌（特別是磨損之後） ，及抗玷污。